# رشته قنات نای گرد
رشته قنات نای گرد مربوط به سده‌های متاخر دوران‌های تاریخی پس از اسلامی است و در شهرستان پاسارگاد، بخش مرکزی، شمال شرق شهر سعادت‌شهر، شمال شرقی محله نای گرد واقع شده و با شمارهٔ ثبت ۲۶۶۴۱ به‌عنوان یکی از آثار ملی ایران به ثبت رسیده است.